# Военно-медицинская эстафета
Вое́нно-медици́нская эстафе́та — прикладные состязания между военными врачами и медицинскими подразделениями в стрельбе, индивидуальное первенство по выполнению специальных медицинских навыков (оказание первой помощи, доставка раненого с поля боя), командное первенство с применением военной техники, а также соревнования по управлению спецтехникой на пересечённой местности.
Соревнования традиционно проводятся в учебном центре Военно-медицинской академии в Красном Селе.

## История проведения
С момента появления этого конкурса в 2016 году в нём приняло участие 10 команд.
В таблице указаны места команд по итогам чемпионата мира, а также лучшие результаты в каждом сезоне (обозначено цветом). Команды упорядочены с учётом наилучших занятых мест по итогам чемпионатов мира.

| Команда   | Команда    | 2016 | 2017 | 2018 | 2019 |
| --------- | ---------- | ---- | ---- | ---- | ---- |
|           | Россия     | 1    | 1    | 1    |      |
|           | Китай      | 2    |      | 2    |      |
| Казахстан | 3          | 2    | 3    |      |      |
|           | Беларусь   |      | 3    | 5    |      |
|           | Узбекистан |      |      | 4    |      |
| Зимбабве  | 4          | 4    | 8    |      |      |
| Иран      |            | 5    |      |      |      |
| Вьетнам   |            |      | 6    |      |      |
| Мьянма    |            |      | 7    |      |      |
| Армения   |            |      | 8    |      |      |

| Цвет         | Значение                                     |
| ------------ | -------------------------------------------- |
| Красный      | Чемпион мира                                 |
| Жёлтый       | Вице-чемпион мира                            |
| Зелёный      | Бронзовый призёр чемпионата                  |
| Светло-серый | Участник чемпионата                          |
| Серый        | Команда, не принимавшая участие в чемпионате |

## Состязания
Состязания проходят в 2 этапа:
1. Индивидуальное мастерство.
2. Командное первенство и конкурс «Лучший механик-водитель»[2].